# Kanton Lamentin
Der Kanton Lamentin ist ein französischer Wahlkreis im Übersee-Département Guadeloupe. Er umfasst einzig die Gemeinde Lamentin.